# CD Aurrerá de Vitoria
Club Deportivo Aurrerá de Vitoria – hiszpański klub piłkarski, grający w Regional Preferente de Álava, mający siedzibę w mieście Vitoria-Gasteiz.

## Sezony
- 8 sezony w Segunda División B
- 12 sezonów w Tercera División

## Byli piłkarze
- Álvaro Martínez Beltrán
- Aritz Aduriz